# Actaea bifida
Actaea bifida là một loài thực vật có hoa trong họ Mao lương. Loài này được (Nakai) J.Compton mô tả khoa học đầu tiên năm 1998.